# Keller János (színművész)
Keller János (Tapolca, 1973. május 5. –) magyar színész.

## Életpályája
Tapolcán született, 1973. május 5-én. 1991 és 1994 között a Veszprémi Petőfi Színház Színészképző Stúdiójának hallgatója volt, pályája is ebben a színházban indult. 1998-ban a Magyar Színészkamarától kapott Színész Bizonyítványt. Az 1998-tól egy évadot a zalaegerszegi Hevesi Sándor Színházban játszott, majd visszatért Veszprémbe. 2001-től a székesfehérvári Vörösmarty Színház társulatának színésze.

## Fontosabb színházi szerepei
- William Shakespeare: Vízkereszt, vagy amit akartok... Sebastian, Viola bátyja; Curio, egy úr, a Herceg kíséretében
- William Shakespeare: Lear király... Curan, udvaronc
- William Shakespeare: A velencei kalmár... Lanzelot
- Molière: A fösvény, avagy a hazugság iskolája... La Flèche
- Molière: Dandin György... Colin
- Pierre-Augustin Caron de Beaumarchais: Figaro házassága... Basil, a grófné zenetanára
- Nyikolaj Vasziljevics Gogol: A revizor... Miska, a polgármester szolgája
- Mihail Afanaszjevics Bulgakov: A Mester és Margarita... Behemót; Foka; Gestas
- Bertolt Brecht: Koldusopera... Ede
- Arthur Miller: Az ügynök halála... Stanley; Bernard
- Arthur Miller: Édes fiaim... Frank Lubey
- Jean-Paul Sartre Zárt tárgyalás... Pincér
- Neil Simon: Pletykák... Glenn Cooper
- Murray Schisgal: Szerelem, Ó!... Milt
- Bernard Slade: Jövőre veled, ugyanitt... George
- Georges Feydeau:  Bolha a fülbe... Rugby
- Georges Feydeau: A hülyéje... Ernest Rédillon
- Francis Veber: Balfácánt vacsorára... Leblanc
- Peter Shaffer: Black Comedy... Georg Bamberger
- Giulio Scarnacci – Renzo Tarabusi: Kaviár és lencse... Marcello, a kifutófiú
- Petőfi Sándor: Tigris és Hiéna... Kórogh
- Madách Imre: Az ember tragédiája... Kimón; Első polgár; Második mesterlegény
- Nóti Károly – Szenes Iván: Nyitott ablak... Zászlós
- Molnár Ferenc: Az üvegcipő... Fényképész
- Karinthy Frigyes: Tanár úr kérem... Steinmann, a jó tanuló
- Sütő András: Vigyorgó búbánat... Csicskás
- Pataki Éva: Edith és Marlene... Laplée; Raymond; Marcel
- Zsurzs Kati: Zsuzsika hangja... Flórián művész úr
- Csikós Attila: Két összeillő ember... Szécsi Pál
- Michael Ende – Matuz János: Momo... Bendegúz
- Alan Jay Lerner: My Fair Lady... Freddy Eynsford-Hill
- Joe Masteroff – John Kander – Fred Ebb: Kabaré... Clifford Bradshow
- Tim Rice – Andrew Lloyd Webber: Jézus Krisztus Szupersztár... Főpap; Apostol
- Jörg Hilbert: Rozsda lovag... A várkisasszony beszélő süvege
- Murakami Haruki: Kafka a tengerparton... Kavamura, Rendőr
- Alan Ayckbourn: A Hang-villa titka... Papa; Mesélő
- William Goldman: Tortúra... Paul Sheldon
- Asztalos István: Az ördög három könnye... Jankó
- Asztalos István – Kovács Attila: Börtönmusical... Andy
- Asztalos István – Kovács Attila: Gizella... Imre herceg
- Asztalos István – Kovács Attila: István... Imre herceg
- Déry Tibor – Pós Sándor – Presser Gábor – Adamis Anna: Képzelt riport egy amerikai popfesztiválról... A fiú
- Vajda Katalin – Valló Péter – Fábri Péter: Anconai szerelmesek... Luigi del Soro, utcazenész
- Tolcsvay László – Müller Péter – Müller Péter Sziámi: Isten pénze... Mr. Crachit
- Horváth Péter – Presser Gábor – Sztevanovity Dusán: A padlás... Rádiós
- Dés László – Geszti Péter - Békés Pál: A dzsungel könyve... Vérfarkas; Férfi 1; Majom
- Horváth Péter – Mihály Tamás: 56 csepp vér... Tibor, Júlia bátyja, ávós főhadnagy
- Szabó Magda – Kocsák Tibor – Miklós Tibor: Abigél... Kőnig tanár úr
- Móricz Zsigmond – Kocsák Tibor – Miklós Tibor: Légy jó mindhalálig... Török János
- Zerkovitz Béla: Csókos asszony... Dorozsmai Pista
- Eisemann Mihály: Tokaji aszú... Pista
- Szirmai Albert – Bakonyi Károly – Gábor Andor: Mágnás Miska... Baracs, mérnök
- Kálmán Imre: A Csárdáskirálynő, avagy 1916... Bonifac von Kautschiano gróf
- Huszka Jenő: Lili bárónő... Illésházy László gróf
- Ábrahám Pál: Bál a Savoyban... Musztafa Bey
- Gabnai Katalin: A macskacicó... Igende, legkisebb királyfi
- Békés Pál: A kétbalkezes varázsló... Udvari bölcs; Dzsinn tata; 1. drótorján
- Csukás István: Ágacska... Dani kacsa
- L. Frank Baum: Óz, a nagy varázsló... Totó kutya
- Topolcsányi Laura: Árva szörny... Robert
- Stephen King – William Goldman: Tortúra... Paul Sheldon

## Filmek, tv
- Fej vagy írás (2005)... András
- Jóban Rosszban (2007–2008)... Szentirmai András

## Díjai, elismerései
- A Vörösmarty Színház Műszaki dolgozói-díj (2006)
- Főtanácsosi cím ‒ 2007
- Pro Theatro Civitatis Albae Regalis-díj (2009)
- Aranyalma díj (2012)
- Polgármesteri Elismerő Emlékérem (2015)
- Fejér Megyei Príma Fődíj és Különdíj (2015)